# Канівець Володимир Васильович
Володимир Васильович Каніве́ць (5 жовтня 1923 , Весела Долина, Полтавська губернія  — 29 березня 2017 ) — український радянський письменник, драматург. Лауреат Державної премії УРСР імені Тараса Шевченка 1970 року за роман «Ульянови». Один із провідних творців ленініани в українському мистецтві, підтримував радянську ідеологічно-політичну систему. Упродовж 1966—1981 очолював Житомирську організацію Спілки письменників України. Нагороджений орденом «Знак Пошани».

## Життєпис
Народися в сім'ї хлібороба. 1939 року переїхав на Донбас, кілька років працював на залізниці. Під час війни евакуювався в Оренбург, де навчався в піхотному училищі. Учасник німецько-радянської війни, був поранений.
Після війни мешкав у Латвії. Закінчив Латвійський університет у Ризі (відділення журналістики, 1952). Перші фейлетони та нариси вийшли у латвійській республіканській газеті «Советская молодёжь».
Працював 1953—1963 у редакціях різних періодичних видань Орла, Риги, Києва. З 1963 року жив та працював в Житомирі. Упродовж 1966—1981 очолював Житомирську організацію Спілки письменників України. Член КПРС. Делегат XXV з'їзду Компартії України.
Десять років працював секретарем правління Спілки письменників України.

Могила Володимира Канівця, Байкове кладовище

Сім років очолював республіканське товариство книголюбів.
В журналі «Перець» № 19 за 1983 рік розміщено дружній шарж А.Арутюнянца, присвячений 60-річчю митця.
Земляки В. В. Канівця відкрили музей про його творче життя, громадську діяльність в селі Весела Долина. Останніми роками В. В. Канівець очолював раду ветеранів Спілки письменників України. Володимир Васильович в останні роки життя писав афоризми. Він випустив у світ кілька томів афоризмів.
Помер 29 березня 2017 року на 94-му році життя. Був кремований, прах похований у колумбарії Байкового кладовища (50°24′54.10″ пн. ш. 30°30′14.50″ сх. д. / 50.4150278° пн. ш. 30.5040278° сх. д.).

## Творчість
Тираж творів В. Канівця понад вісім мільйонів, вони перекладені на багато мов світу.
З 1955 року по 1998 написав 39 п'єс. З них 25 комедій, 12 драм, одна містерія і одна мелодрама. Вистави за п'єсами В. Канівця подивилися близько двох мільйонів глядачів.
Твори: п'єси «Після весілля» (1956) та «Жених з орденом» (1958), «Мама збирається заміж» (1983), «Леся Калина — славна дівчина» (1986). Його п'єси йшли на сценах Риги, Даугавпілса, Дніпропетровська, Черкас, Владивостока, Хабаровська та інших міст.
Політичні п'єси «Затоплений острів» (1963), «Брестський мир», «Міс Америка» (обидві — 1987), трагедія «Операція на совісті» (1988). Збірки новел і оповідань «Відкриття Тофаларії» (1962), «Листи коханої» (1965), роман «Вогнища в тайзі» (1963). Історична повість «Кармалюк» (1965).
У романі «Крах „дисидентки“» (1985) Канівець фейлетонно зобразив постаті Ліни Костенко й Кіри Муратової, об'єднавши їх в одну антигероїню.
П'єса «Перші барикади» (1980), документальна повість «Олександр Ульянов» (1961) і п'єса «Смерть на ешафоті» (1982). Повість «Сестра Оля» (1980). Роман «Ульянови» (1967). Повість «Студент університету» (1970). Роман «Ранок генія» (1979). Повість «Хлопчик і жар-птиця» (1968). Романи «Провісники» (1976) та «Земля і воля» (1982), трагедія «На порозі вічності» (1987). Автор драми «Брестський мир» («Брест, 1918 рік», 1987). Опублікував зб. статей і есе «Діалог» (1983); зб. тв. (т. 1—4. — К., 1983—84). Окремі з них перекладено багатьма мовами.